# Elin Oskal
Pour les articles homonymes, voir Oskal.
Elin Kristina Oskal, née en 1999 à Saltdal (Norvège), est une actrice et chanteuse sami de nationalité norvégienne,,.

## Biographie
Elin Oskal est notamment apparue sur plusieurs chansons avec Jon Henrik Fjällgren, notamment The Way You Make Me Feel et Hold My Head Up High. Elle a également tenu le rôle principal de Plupp dans la pièce de théâtre Plupp – a joikikal et a prêté sa voix à Anna dans la version sami de La Reine des neiges 2 (Frost 2).
En 2024, elle joue le rôle d'Elsa dans le film Stöld,,,.

## Filmographie (sélection)

### Au cinéma
- 2019 : La Reine des neiges 2 (Frost 2) : Anna (dans la version sami)
- 2024 : Stöld : Elsa

## Récompenses et distinctions
- (en) Elin Oskal: Awards, sur l'Internet Movie Database